# Paul Ecke Ranch
Die Paul Ecke Ranch ist ein US-amerikanisches Gartenbauunternehmen mit deutschen Wurzeln. Das Unternehmen mit Hauptsitz in Encinitas im südkalifornischen San Diego County und Produktionsstätten hauptsächlich in Guatemala ist der weltgrößte Züchter von Weihnachtssternen (Euphorbia pulcherrima, im Handel auch Poinsettie genannt) und etablierte diese Pflanzen als die heutige weltweite „Weihnachtspflanze“ schlechthin.

## Geschichte

### Auswanderung nach Amerika, Beginn des Schnittblumenanbaus
Der Magdeburger Lehrer Albert Ecke († 1919), ein Anhänger der Ideen der Lebensreformbewegung, der später in Baden-Baden ein Sanatorium für Vegetarier besaß, war 1902 mit seiner Familie – bestehend aus Ehefrau Henrietta, geborene Moehring, und den vier Kindern Hans, Margarete, Paul und Frieda – nach Amerika ausgewandert. Sie wollten dort eigentlich nur kurz Zwischenstation auf dem Weg zu den Fidschi-Inseln (nach anderen Angaben Samoa) machen, um ebenfalls wieder ein Sanatorium zu eröffnen. Nach anfänglichen wirtschaftlichen Problemen kehrten die Eckes für kurze Zeit noch einmal nach Deutschland zurück, siedelten sich 1906 aber erneut in der Hayworth Avenue in Hollywood, nordöstlich von Los Angeles im damaligen Vorort Eagle Rock (heute nach Los Angeles eingemeindet) an. Etwa um das Jahr 1911 entschied sich Albert Ecke, dort eine Ranch für die Produktion von Milch sowie Anbau von Obst, Gemüse und anderen Nutzpflanzen zu gründen.
Da Albert Eckes Neigung eher den Pflanzen galt, versuchte er sich mit dem Anbau verschiedenster Kulturen. Unter anderem fielen ihm und seinem Sohn Paul die in der Gegend wachsenden, als Wildpflanze mehrere Meter hohen Weihnachtssterne auf. Die Pflanze stammt eigentlich aus den tropischen Laubwäldern Mittel- bis Südamerikas und war bereits 1828 vom ersten US-Botschafter in Mexiko, dem Arzt und Botaniker Joel Roberts Poinsett, als Zierpflanze in die USA gebracht worden, wo sie an zusagenden Standorten vielfach verwilderte. Die Eckes beobachteten, wie die großen Hochblätter der Kurztagspflanze sich zur Weihnachtszeit blütenartig rot färbten. Sie kamen auf die Idee, die Pflanzen auf den Feldern der Farm anzubauen und die langen Zweige in der Vorweihnachtszeit als frische Schnittblume an Straßenständen zu verkaufen. 1915 erwarb Albert Ecke hierzu 5 Acres Land im Nachbarort El Monte.

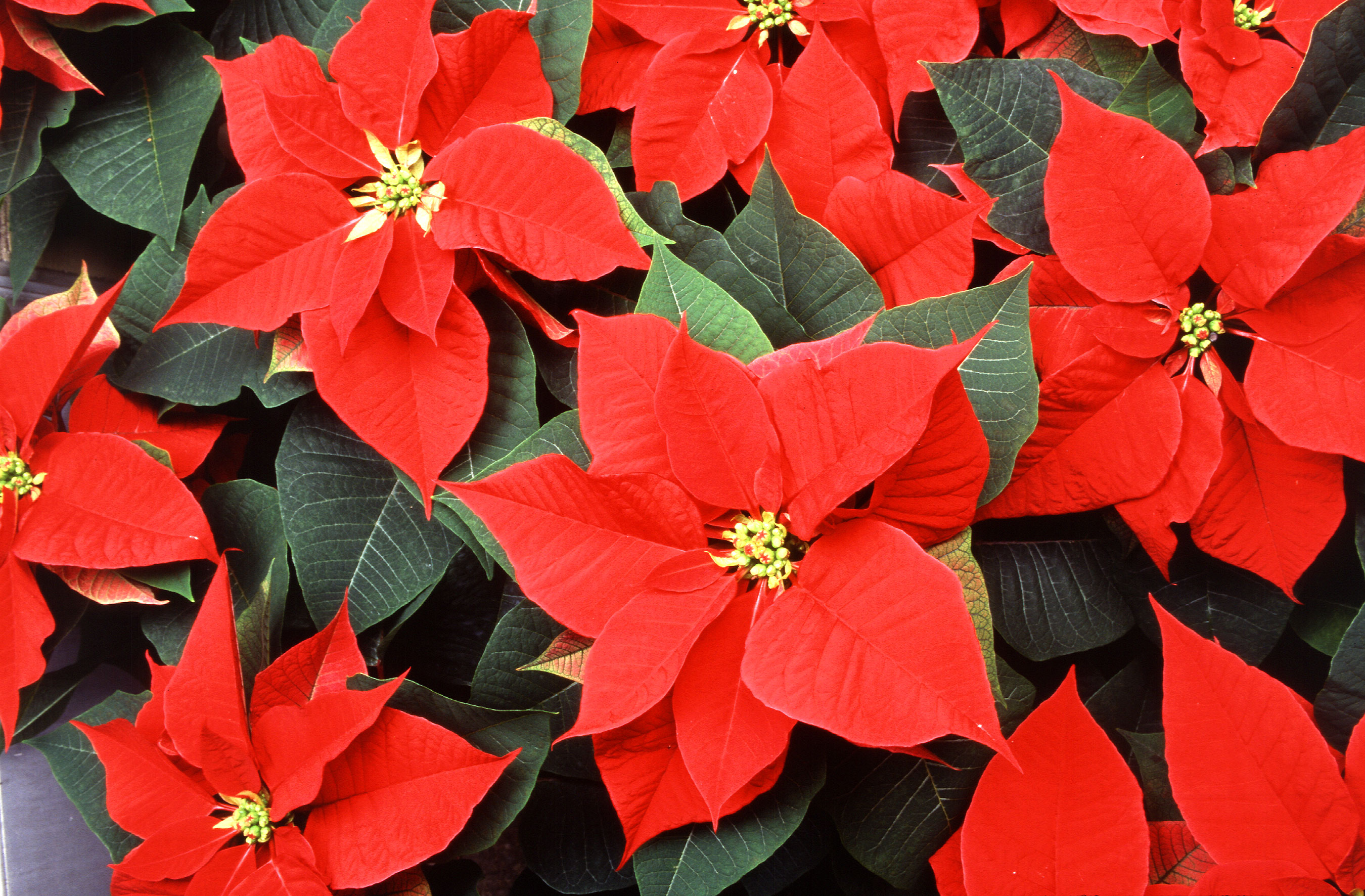
Weihnachtssterne

Besonders Albert Eckes Sohn Paul (Paul Ecke I; geboren 1895 im heutigen Magdeburger Stadtteil Cracau, verheiratet am 31. Dezember 1924 mit der aus Kurzrickenbach in der Schweiz stammenden Magdalena Maurer (1905–1981), mit der er drei Kinder hatte; gestorben 1991 in Encinitas), der nach dem Tod des Vaters 1919 den Betrieb übernahm, hatte es die Idee angetan, die Pflanze in Nordamerika als Weihnachtssymbol zu propagieren, wie sie es in Mexiko bereits war (dort heißt die Pflanze „Flor de Nochebuena“ – „Blume der Heiligen Nacht“). Zur Verkaufsförderung gab er ihr den Namen „Christmas Star“ – „Weihnachtsstern“ (zuvor war die botanische Gattungsbezeichnung „Euphorbia“ und ab 1836 „Poinsettia“ gebräuchlich). Der Erfolg der Idee war durchschlagend, Zeitungen und Zeitschriften begannen, über die Poinsettie zu berichten und die Nachfrage war bald so groß, dass Paul Eckes Sohn (Paul Ecke II) den Vertrieb an Gärtnereien in ganz Kalifornien aufbaute und eigene Läden auf dem Sunset Boulevard und Hollywood Boulevard eröffnen konnte, wodurch die Bekanntheit weiter stieg.
Aus dem Gebäude am Hollywood Boulevard, in dem Ecke einst seine Packerei für den Versand hatte, wurde später erst ein Lebensmittelladen, in den 1960ern das Revuetheater Largo, anschließend das Stripteaselokal Phone Booth und 1973 schließlich der berühmt gewordene Rock-Club The Roxy Theatre, in dem zahlreiche Musikergrößen auftraten und Bruce Springsteens Karriere begann.

### Umzug von Hollywood nach Encinitas
Als sich mit steigender Bedeutung von Hollywood als Zentrum der Filmindustrie das Siedlungsgebiet der Stadt immer mehr ins Umland ausdehnte und die Grundsteuer entsprechend stieg, verlegte Paul Ecke 1923 die Ranch nach Encinitas. Bis in die Mitte der 1960er Jahre lag das Hauptgeschäft der Paul Ecke Ranch noch im Feldanbau von kompletten Poinsettia-Mutterpflanzen, die im Herbst abgeerntet und per Eisenbahnwaggons an weiterkultivierende Gärtnereien im ganzen Land vermarktet wurden.
Nebenher bereiste Paul Ecke die Staaten, um weiteren Gärtnereien die Anzuchtmethode beizubringen und sie von seiner Idee zu überzeugen, die Poinsettie als Weihnachtssymbol zu vermarkten.

### Beginn der Züchtungsarbeit

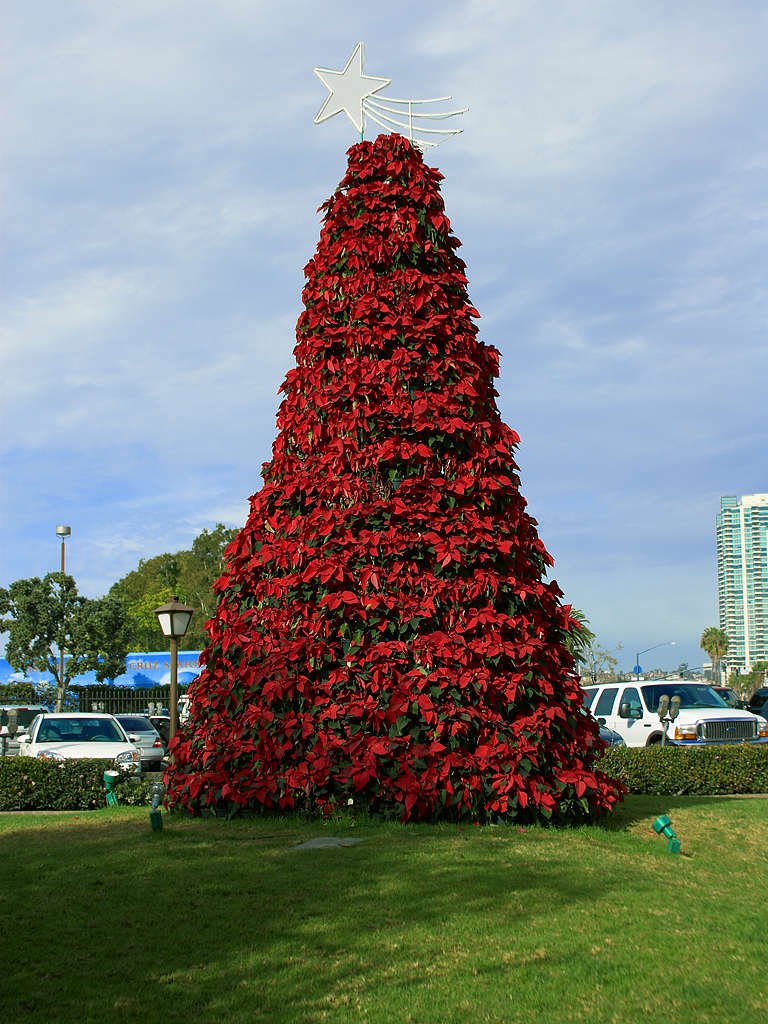
„Weihnachtsstern-Baum“ in San Diego, Kalifornien

Bereits Paul Ecke senior begann mit der Züchtungsarbeit. Obwohl er 1920 erstmals versuchte, Poinsettia im Topf zu ziehen, waren die ersten Sorten noch nicht für diese Kultur geeignet. Die Triebe waren extrem lang, kaum verzweigt, brachen sehr leicht ab, verloren ihre bunten Hochblätter leicht und verblassten außerhalb des Gewächshausklimas schnell. Erst durch weitere Züchtungsarbeit, an der ebenfalls deutsche Züchter beteiligt waren, erreichte Paul Ecke Ende der 1950er Jahre, dass die Pflanzen auch für die heute vorherrschende Zimmerkultur geeignet wurden. Durch Aufpropfen von verzweigungsfreudigen Sorten auf einen unverzweigten Stamm erzielte er ein wesentlich attraktiveres, buschigeres und kompakteres Wuchsbild als bei der Wildform. Die sichere Verzweigung erzielte er, indem er die Knospenbildung in den Blattachseln – die Voraussetzung zur Bildung von Seitentrieben ist – mittels Infektion mit bestimmten Phytoplasmen (Bakterien, die ansonsten für Pflanzenkrankheiten mit Zwerg- und Besenwuchssymptomen verantwortlich sind), künstlich anregte.

### Umstellung auf Gewächshausanbau von Topfpflanzen
Anfang der 1960er Jahre trat Paul Ecke junior (Paul Ecke II; * 14. Dezember 1925, † 1992), der an der Ohio State University Gartenbau studiert hatte, in den Betrieb ein. Er überzeugte seinen Vater, auf den Anbau im Gewächshaus umzustellen. Ecke junior übernahm 1963 die alleinige Geschäftsverantwortung, etablierte in der Folge den Weihnachtsstern fest als Topfpflanze und züchtete rund 30 Sorten. Daran war unter anderem der Ungarndeutsche Franz Frühwirth wesentlich beteiligt. Durch die Gewächshauskultur nahm das Geschäft einen großen Aufschwung, der Anbau von Schnittblumen wurde Mitte der 1960er Jahre weitgehend eingestellt. Der Vorteil war, dass nun nicht mehr die ganzen Mutterpflanzen, sondern nur noch die wesentlich kleineren Stecklinge zu den Weiterkultur-Gärtnereien verschickt werden mussten, was den Einsatz der schnellen Luftfracht möglich machte, die zudem den internationalen Vertrieb erleichterte. Die Anstrengungen zur Bewerbung der Poinsettie in den Medien als quasi elementarer Bestandteil von Weihnachten wurden verstärkt. Unter anderem schickte Ecke Gratispflanzen an Fernsehstationen, die so von Millionen Haushalten zwischen Thanksgiving und Weihnachten als Dekorationsvorbild auf dem Bildschirm wahrgenommen wurden. Da die Weihnachtsausgaben der Frauenzeitschriften bereits im Sommer entwickelt wurden, steuerte Ecke einige Kulturen durch künstliche Verdunklung so, dass die Rotfärbung bereits zu diesem frühen Zeitpunkt einsetzte, und schickte davon Gratisexemplare an die Redaktionen. Ecke trat sogar in landesweiten Fernsehshows auf, beispielsweise in der Tonight Show und in den Bob Hope Christmas Specials.
Da durch die Umstellung auf Stecklinge und Gewächshausanbau große Freilandflächen überflüssig geworden waren, gründete die Familie Ecke Anfang der 1980er Jahre zu deren Vermarktung und Entwicklung für eine Bebauung das Unternehmen Carltas Company. Unter anderem gab Carltas das Land für den Freizeitpark Legoland California in Carlsbad. Legoland musste für das Grundstück nichts direkt bezahlen, allerdings erfuhren die umgebenden Grundstücke infolge der Legoland-Ansiedlung und der dazu erfolgten Erschließungsmaßnahmen eine erhebliche Wertsteigerung, von der Carltas profitierte.

### Diversifizierung, Produktionsverlagerung und Internationalisierung, Lizenzierung
1991 übernahm Paul Ecke III (* 1955) die Geschäftsführung. Er diversifizierte das Unternehmen und nahm unter der Marke The Flower Fields, eine Vermarktungskooperation mit dem Unternehmen Yoder Brothers (heute Aris Horticulture), Frühlingspflanzen ins Produktspektrum auf. Mit weiteren Unternehmen wurden ebenfalls Kooperationen vereinbart. 2006 übernahm die Paul Ecke Ranch einen der führenden Geranien-Produzenten der USA, Oglevee. Ecke ist seither das einzige Unternehmen in den USA, das aktiv Züchtungsarbeit in gleich zwei der wichtigsten Gewächshauskulturen des Zierpflanzenbaus betreibt. Unter der Dachmarke The Flower Fields werden inzwischen mehrere hundert Sorten von Beet- und Balkonpflanzen vermarktet.
Außerdem gründete er in Encinitas ein Zentrum für Biotechnologie, in dem mit Hilfe der Gentechnik beispielsweise Pflanzen mit geringerem Licht-, Wasser-, Nährstoff- und Pflegebedarf, höherer Schädlingsresistenz und längerer Blühdauer entwickelt werden sollen. Um schneller neue Sorten zu entwickeln, werden bei Ecke zudem mittels Röntgenbestrahlung und Behandlung mit unterschiedlichen chemischen Substanzen künstlich Erbgutmutationen hervorgerufen. Außerdem wird mit Kreuzungen von Pflanzen verschiedener Gattungen (zum Beispiel Weihnachtssterne mit Fleißigen Lieschen) experimentiert.
Als in den 1990er Jahren Wissenschaftler die Kultivierungsmethode der Eckes publizierten, verlor die Familie Ecke ihr quasi-Monopol für Weihnachtssterne in den USA. Konkurrenten begannen, kostengünstiger in Zentralamerika zu produzieren. Daraufhin begann Ecke 1997, ebenfalls Zuchtbetriebe im Urwald Guatemalas aufzubauen und die Produktion ganz dorthin zu verlagern. Guatemala ist heute mit pro Jahr rund 300 Millionen Setzlingen der größte Weihnachtsstern-Exporteur der Welt, die Paul Ecke De Guatemala ist hierbei das marktführende Unternehmen. Über die eigenen Farmen in Guatemala hinaus lässt Ecke über Anbauverträge mit externen Partnern auch in Mexiko und Costa Rica produzieren. In den USA selbst findet bei Paul Ecke praktisch keine Produktion mehr statt, in Encinitas wird nur noch für den regionalen Markt im Großraum Los Angeles/Südkalifornien angebaut.
Ecke Europe, der in Hillerød/Dänemark ansässige europäische Zweig des Unternehmens, vermarktet weltweit die Lizenzen für Ecke-Poinsettiensorten. Dabei werden die sogenannten Elite-Stecklinge (bestes, als krankheitsfrei getestetes Material) ausschließlich an Lizenznehmer geliefert, die in der Ecke Poinsettia Group zusammengeschlossen sind. Andere Stecklinge werden auch über die für mehrere Pflanzenzuchtunternehmen tätige Lizenzierungsagentur PLA International weltweit an Jung- und Fertigpflanzenproduzenten verkauft. In Zusammenarbeit mit der italienischen Lazzeri Agricultural Group produziert Ecke Europe außerdem selbst Elite-Stecklinge und Mutterpflanzen.
Verantwortlich für die Poinsettien-Züchtung bei Ecke ist heute Dr. Ruth Kobayashi. Unter ihrer Leitung entstand unter anderem ‚Prestige Red‘, eine der derzeit meistverkauften Weihnachtsstern-Sorten der Welt, welche die Sorte ‚Freedom Red‘ innerhalb weniger Jahre von ihrem führenden Platz verdrängte. Jährlich werden bei Ecke 5000 bis über 7000 verschiedene Poinsettien-Sämlinge auf ihre Eignung zur kommerziellen Zucht bewertet, wovon im Schnitt letztlich nur fünf ausgewählt werden.

### Übernahme durch Agribio, Fusion von Agribio mit Dümmen
Im August 2012 wurde die Übernahme der Ecke-Gruppe durch die niederländische Agribio-Gruppe bekanntgegeben. Für den kalifornischen Standort Encinitas hat die regionale Stiftung Leichtag Foundation eine Kaufoption erhalten, die im Mai 2013 realisiert wurde. Die ehemals zur Mitsubishi-Tochter Kirin Holding (bekannt durch die Brauerei Kirin Beer) zählende Agribio-Gruppe ihrerseits gehört seit 2010 dem niederländischen Private-Equity-Unternehmen H2 Capital Partners. Paul Ecke III zog sich nach dem Verkauf aus dem Unternehmen zurück, es wird aber weiterhin unter der Marke Ecke geführt.
H2 gab im Februar 2013 die Absicht zur Fusion von Agribio mit dem international tätigen deutschen Jungpflanzen-Produzenten Dümmen-Gruppe (Holding: Capital Green Europe GmbH, Hauptsitz in Rheinberg-Eversael) bekannt. Die familiengeführte Dümmen-Gruppe ist europäischer Marktführer bei Weihnachtsstern-Stecklingen und -Jungpflanzen sowie eines der bedeutendsten im Bereich Beet- und Balkonpflanzen. Die Fusion wurde bis April 2013 vollzogen, das Gesamtunternehmen firmierte nun als DNA Green Group mit Hauptsitz im niederländischen De Lier (Westland). Im Jahr 2015 folgte die Umbenennung und Markenvereinheitlichung auf Dümmen Orange.

## Heutige Marktstellung
Das in dritter Generation bis zum Verkauf an Agribio von Paul Ecke III geführte Unternehmen ist heute Weltmarktführer und weltgrößter Patentrechteinhaber auf Weihnachtsstern-Sorten. Die Paul Ecke Ranch vermarktet heute rund 60 Poinsettien-Sorten in vielen Farben. Das Hauptgeschäft sind bewurzelte und unbewurzelte Stecklinge sowie Stecklinge mit Kallusgewebe. Lediglich in der Vorweihnachtszeit werden noch rund 400.000 fertige Poinsettien an den Großhandel in der Umgebung des Firmensitzes in Encinitas verkauft. Der Weltmarktanteil Eckes bei Weihnachtsstern-Stecklingen liegt bei etwa 80 bis 90 %. Der Anteil von fertigen Weihnachtssternen, die aus Lizenz-Stecklingen von Ecke stammen, liegt auf dem Weltmarkt insgesamt bei über 50 %, in den USA bei über 70 %. Die Ecke Ranch produziert in Kalifornien und Guatemala auf einer Gesamtfläche von über 43 Hektar und beschäftigt in der Hochsaison bis zu etwa 1000 Mitarbeiter, davon allein in Guatemala über 700. Im Geschäftsjahr 2000/2001 vermarktete Ecke insgesamt über 100 Millionen Stecklinge (Weihnachtssterne und Flower Field Sortiment zusammengerechnet) an Gärtnereien in über 50 Ländern. Der Weihnachtsstern ist zur meistverkauften Topfpflanze in den USA geworden, obwohl die Pflanze nur für wenige Wochen in der Vorweihnachtszeit verkauft werden kann. Diese Entwicklung hat die Familie Ecke maßgeblich beeinflusst.

## Ehrungen (Auswahl)
Nach Paul Ecke I ist heute im Magdeburger Stadtteil Brückfeld eine Straße benannt. Paul Ecke II und Paul Ecke III sind als Repräsentanten der Ecke-Ranch im kalifornischen Disneyland in Anaheim in der Abteilung „California Farmers, Outstanding in their Field“ (herausragende Farmer Kaliforniens) verewigt. In Encinitas tragen die Paul Ecke Central Elementary School (eine Grundschule) und die Magdalena Ecke Family YMCA (die erste nach einer Frau benannte YMCA der Welt) den Namen von Mitgliedern der Familie Ecke. Am 22. April 2002 verabschiedete das Repräsentantenhaus der Vereinigten Staaten eine Resolution, in Erinnerung an die Verdienste der Eckes einen nationalen Poinsettia Day einzuführen, der jährlich am 12. Dezember begangen wird.